# Сибіряки (фільм)
«Сибіряки» (рос. Сибиряки) — радянський дитячий художній фільм 1940 року, знятий режисером Львом Кулешовим на кіностудії «Союздитфільм».

## Сюжет
У новорічну ніч старий мисливець розповідає Сергієві і Петі народний переказ про те, як І. В. Сталін за допомогою одного мисливця втік із заслання і як в пам'ять про це Сталін подарував йому свою трубку. Мисливець загинув в громадянську війну, а трубка залишилася в іншого мисливця-партизана. Хлопчики вирішують розшукати трубку і подарувати її Сталіну.

## У ролях
- Олександра Харитонова —  учениця 6-го класу Валя
- Олександр Кузнецов —  учень 6-го класу Сергій Крилов
- Олександр Пупко —  учень 5-го класу Петя
- Марія Виноградова —  учениця 6-го класу Галка
- Михайло Геловані —  Йосип Віссаріонович Сталін
- Данило Сагал —  мисливець Олексій, дядько Валі
- Тамара Альцева —  вчителька Анна Федорівна
- Георгій Мілляр —  дід Яків
- Олександра Хохлова —  Пелагея, мати Сергія
- Андрій Файт —  Василь Васильович, лікар
- Андрій Горчилін —  голова колгоспу
- Сергій Комаров —  Терентій
- Дмитро Орлов —  Дошиндон, старий мисливець

## Знімальна група
- Автори сценарію: Олександр Вітензон
- Режисери: Лев Кулешов
- Другий режисер: Олександра Хохлова
- Асистенти режисера: І. Градов і М. Пугачевська-Шехтер
- Оператор: Михайло Кириллов
- Другий оператор: А. Спіридонов
- Оператор комбінованих зйомок: К. Алексєєв
- Асистент оператора: Ю. Разумов
- Художники: Леонід Оболенський
- Монтаж: Лев Кулешов, К. Рутштейн
- Асистент з монтажу: К. Рутштейн
- Композитор: Зиновій Фельдман
- Звукооператор: Микола Озорнов
- Директор картини: О. Колодний